# Ithaca Chasma

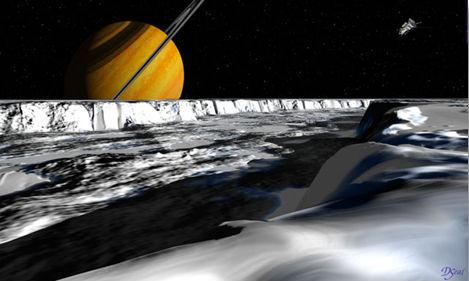
Rappresentazione artistica dell'Ithaca Chasma.

L'Ithaca Chasma è una valle di notevoli dimensioni presente sulla superficie di Teti, satellite di Saturno. Con una larghezza di 100 km, una profondità che varia dai 3 ai 5 km e una lunghezza di oltre 1200 km, la valle percorre quasi i tre quarti dell'intera circonferenza di Teti. Il suo nome deriva da quello dell'isola greca di Itaca.
Si ritiene che l'Ithaca Chasma abbia avuto origine in seguito alla solidificazione dell'acqua liquida anticamente presente all'interno di Teti; in questo modo il satellite si espanse e la superficie ghiacciata si fratturò. Una teoria alternativa è che Teti si sia formata contemporaneamente all'Odysseus Crater, sul lato opposto della luna; in seguito all'impatto che originò il cratere, un'onda d'urto potrebbe aver attraversato la struttura interna di Teti e fratturato la superficie ghiacciata dall'altro lato del satellite.
Sebbene il centro della struttura ricada nella maglia Ste-6, le sue dimensioni sono tali che essa attraversi più maglie di Teti ed è la struttura eponima della maglia Ste-11.